# Liste der Gedenktafeln und Gedenksteine in Wien/Brigittenau
Diese Liste der Gedenktafeln und Gedenksteine in Wien/Brigittenau enthält die Gedenktafeln im öffentlichen Raum des 20. Wiener Gemeindebezirks Brigittenau. Hauptsächliche Basis dieser Liste ist „Wien Kulturgut“ (der digitale Kulturstadtplan der Stadt Wien).
Andere Denkmäler sowie Kunstwerke im öffentlichen Raum sind unter Liste der Kunstwerke im öffentlichen Raum in Wien/Brigittenau zu finden.
Erinnerungssteine sind in der Liste der Erinnerungssteine in Wien-Brigittenau angeführt. Soweit es sich um Wandtafeln handelt, haben einige von ihnen allerdings gleichfalls Inventarnummern im Wiener Kulturgüterkataster.

## Gedenktafeln und Gedenksteine
| Foto |                 | Inschrift | Name                                                                       | Typ         | Standort                                | Beschreibung                                                                                        | Metadaten             |
| ---- | --------------- | --- | -------------------------------------------------------------------------- | ----------- | --------------------------------------- | --------------------------------------------------------------------------------------------------- | --------------------- |
| ja   | Datei hochladen | Professor Manfred ACKERMANN 1898–1991 Der Volksbildner und Gewerkschafter wohnte bis zu seiner Vertreibung durch die Nationalsozialisten im Jahr 1938 in dieser städtischen Wohnhausanlage Die Bezirksvertretung Brigittenau, 2008 | Manfred Ackermann - Gedenktafel ID: 94410                                  | Gedenktafel | Brigittaplatz 11–13 Standort            | Metalltafel mit Abbildung Ackermanns (2008)                                                         |                       |
| ja   | Datei hochladen | Sie starben für Österreichs Freiheit Baldrmann Josef geb. am 28. Feb. 1903 hingerichtet am 2. März 1943 Schopf Walter geb. am 26. Feb. 1922 hingerichtet am 9. Sept. 1943 gewidmet von den Kollegen dieses Betriebes | Josef Baldermann und Walter Schopf - Gedenktafel ID: 94513                 | Gedenktafel | Hellwagstraße 4 Standort                | Steintafel, ursprünglich an der bis 1970 hier befindlichen Metallwarenfabrik Blau angebracht (1955) |                       |
| ja   | Datei hochladen | Rudolf Beer 1863–1923 Gemeinderat und Landtagsabgeordneter Obmann der sozialdemokratischen Bezirksorganisation Brigittenau. | Rudolf Beer - Gedenktafel                                                  | Gedenktafel | Engerthstraße 83 Standort               | Steintafel                                                                                          |                       |
| ja   | Datei hochladen | In diesem Hause wohnte der österr. Filmpionier u. Schriftsteller Joseph Delmont 1873-1935 Hier schuf er seine Brigittenauer Romane: „Die sieben Häuser“ „Krösus Vagabund“ | Joseph Delmont - Gedenktafel ID: 96562                                     | Gedenktafel | Burghardtgasse 18 Standort              | Steintafel                                                                                          |                       |
| ja   | Datei hochladen | Dr. Ellenbogen – Hof Dr. Wilhelm Ellenbogen, 1863–1951, vertrat als Abgeordneter von 1901–1934 die Interessen des arbeitenden Volkes der Brigittenau. Sein Leben als Arzt und Politiker, als Helfer der Armen und Unterdrückten, war ein unermüdlicher Kampf für Frieden, Freiheit und soziale Gerechtigkeit. Vertrieben von dem von ihm bekämpften Faschismus, starb er in der Emigration in New York | Wilhelm Ellenbogen - Gedenktafel                                           | Gedenktafel | Brigittenauer Lände 154 Standort        | Steintafel                                                                                          |                       |
| ja   | Datei hochladen | IN DIESEM HAUS LEBTE DIE SCHRIFTSTELLERIN ELSE FELDMANN Geboren am 25. Februar 1884 in Wien, ermordet am 17. Juni 1942 im Vernichtungslager Sobibor Geprägt vom Großstadtleben der Jahrhundertwende, schildert sie in ihrem Roman Löwenzahn u. a. das ehemals weit verbreitete Proletarierelend in der Brigittenau GEWIDMET VON DER BEZIRKSVORSTEHUNG BRIGITTENAU | Else Feldmann - Gedenktafel ID: 96578 viennatouristguide                   | Gedenktafel | Staudingergasse 9 Standort              | Metalltafel mit Abbildung eines Buchtitels (1998)                                                   |                       |
| ja   | Datei hochladen | Josef Julius Gerl Februarkämpfer 1912 – 1934 | Josef Gerl - Gedenktafel                                                   | Gedenktafel | Stromstraße 39–45 Standort              | Steintafel                                                                                          |                       |
| ja   | Datei hochladen | Otto Gratzl 1914 – 1976 Gewerkschaftssekretär Mitglied des Landtags und Gemeinderats | Otto Gratzl - Gedenktafel                                                  | Gedenktafel | Engerthstraße 60–74 Standort            | Steintafel                                                                                          |                       |
| ja   | Datei hochladen | Dr. Otto Haas Freiheitskämpfer 1906–1944 | Johann Otto Haas - Gedenktafel ID: 96581                                   | Gedenktafel | Winarskystraße 16–20 Standort           | |                       |
| ja   | Datei hochladen | In diesem Haus wohnte auf Stiege 2, gemeinsam mit seiner Mutter und seinen Geschwistern, der Hauptschullehrer Dr. Johann Otto Haas. Dieser organisierte während der nationalsozialistischen Gewaltherrschaft eine in Österreich und bayern verzweigte Widerstands- organisation revolutionärer Sozialisten. Am 30. August 1944 wurde er im Landesgericht Wien enthauptet. Dr. Johann Otto Haas (1906–1944) | Johann Otto Haas - Gedenktafel                                             | Gedenktafel | Winarskystraße 16–20 Standort           | Metalltafel mit fotografischem Porträt                                                              |                       |
| ja   | Datei hochladen | In diesem Haus lebte Fritz Hedrich während der nationalsozialistischen Herrschaft wurde er zum Tod verurteilt und am 25. Februar 1944 im Alter von 29 Jahren hingerichtet. er kämpfte für ein freies demokratisches Österreich, für den Frieden, und für das Glück der Menschheit. Mögen die Menschen sein Opfer verstehen | Friedrich Hedrich - Gedenktafel                                            | Gedenktafel | Jägerstraße 28 Standort                 | Steintafel                                                                                          |                       |
| ja   | Datei hochladen | Zum 100. Geburtstag von ANTON KARAS Der Heurigenmusiker und Zitherspieler wurde am 7. Juli 1906 im Haus Leystraße 46 geboren, wo er bis zu seinem 19. Lebensjahr wohnte. Als Schöpfer und Interpret des „Harry-Lime-Themas“ wurde er durch den Film „Der dritte Mann“ (Regie: Carol Reed, 1949) weltberühmt. Bezirksvertretung Brigittenau | Anton Karas - Gedenktafel ID: 96577 viennatouristguide                     | Gedenktafel | Ecke Leystraße/Marchfeldstraße Standort | Metalltafel mit Abbildung Karas’ auf Stützen (2006)                                                 |                       |
| ja   | Datei hochladen | Franz Koblizka, 1906–1971 Kommunalpolitiker war seit seiner Jugend in der gewerkschaftlichen und sozialdemokratischen Arbeiterbewegung tätig. Im Jahr 1945 stellte er sich dem Wiederaufbau des demokratischen Lebens in der Brigittenau zur Verfügung und erwarb sich dabei grosse Verdienste um die Bevölkerung des Bezirkes. Deswegen wurde er 1954 zum Bezirksvorsteher gewählt und leitete die Geschicke des Bezirkes bis zum Jahre 1969 mit grosser Umsicht und Tatkraft. | Franz Koblizka - Gedenktafel                                               | Gedenktafel | Adalbert-Stifter-Straße 35 Standort     | Steintafel                                                                                          |                       |
| ja   | Datei hochladen | In diesem Hause wirkte mehrere Jahre hindurch der österr. Filmpionier Alexander „Sascha“ Kolowrat der 1918 die Sascha-Film AG. gründete Erneuert im Jahr 1998 Bezirksvertretung Brigittenau | Alexander Kolowrat - Gedenktafel viennatouristguide                        | Gedenktafel | Pappenheimgasse 2 Standort              | Steintafel                                                                                          |                       |
| ja   | Datei hochladen | Wohnhaus von HELENE KAFKA - SCHWESTER RESTITUTA „HARTMANNSCHWESTER“ geboren am 1. Mai 1894 in Brünn Unter der NS-Gewaltherrschaft am 30. März 1943 als Märtyrerin aus dem christlichen Widerstand im Landesgericht Wien enthauptet. Gewidmet von der Bezirksvorstehung Brigittenau | Schwester Maria Restituta - Gedenktafel ID: 96572                          | Gedenktafel | Denisgasse 24 Standort                  | Metalltafel mit Abbildung Maria Restitutas (1998)                                                   |                       |
| ja   | Datei hochladen | Karl Michal 1885 – 1972 Bezirksvorsteher im 20. Bezirk | Karl Michal - Gedenktafel                                                  | Gedenktafel | Pappenheimgasse 48–52 Standort          | Steintafel                                                                                          |                       |
| ja   | Datei hochladen | Johann Pokorny, 1.7.1882 – 11.9.1940 Johann Pokorny war führender Funktionär des Handels- und Transportarbeiterverbandes und von 1919 bis 1934 Mitglied des Wiener Gemeinderats. Als Bezirksobmann des Republikanischen Schutzbundes der Brigittenau wurde er im Februar 1934 verhaftet und war 1935 Angeklagter im Wiener Schutzbundprozess. Am 22. August 1939 wurde er im Zuge der Verhaftungsaktion gegen Revolutionäre Sozialisten festgenommen: 1940 starb er an den Folgen der KZ-Haft. Die in den Jahren 1925 26 und 1928 29 errichtete Wohnhausanlage 20., Leipziger Straße 11-15 Wexstraße 14-18, wurde 1949 Pokornyhof benannt. Niemals Vergessen Bezirksvertretung Brigittenau Juli 2008 | Johann Pokorny - Gedenktafel ID: 96580                                     | Gedenktafel | Wexstraße 14–18 Standort                | Metalltafel (2008)                                                                                  |                       |
| ja   | Datei hochladen | In diesem Haus wohnte 1914 – 1916 der Schriftsteller Joseph Roth (1894–1939) Gewidmet v. d. Bank Austria AG | Joseph Roth - Gedenktafel                                                  | Gedenktafel | Wallensteinstraße 14 Standort           | Steintafel                                                                                          |                       |
| ja   | Datei hochladen | “Kündigungsgrund Nichtarier” Mehrere Familien wurden von den Nationalsozialisten 1938 aus diesem Gemeindebau vertrieben und ermordet. Unter ihnen Philip Rottenberg Bezirksrat der Brigittenau, geboren am 28.9.1890 - deportiert am 5.6.1942 gemeinsam mit seiner Frau nach Izbica. Niemals vergessen! Die Bezirksvertretung Brigittenau | Philipp Rottenberg - Gedenktafel ID: 96573                                 | Gedenktafel | Hannovergasse 13–15 Standort            | Metalltafel (2001)                                                                                  |                       |
| ja   | Datei hochladen | Der Brigittenauer Gewerbetreibende Anton Schmid Geb. 9. 1. 1900 – hingerichtet 13. 4. 1942 Unteroffizier der Deutschen Wehrmacht rettete hunderte jüdische Bürger im Wilnaer Ghetto vor dem sicheren Tode. „Ich habe ja nur Menschen gerettet...“ (aus dem Abschiedsbrief an seine Gattin) | Anton Schmid - Gedenktafel                                                 | Gedenktafel | Leipziger Straße 40 Standort            | Steintafel                                                                                          |                       |
| ja   | Datei hochladen | Dem arbeitenden Menschen die Schönheit der Natur zu erschliessen– war die Lebensaufgabe des Lehrers Georg Schmiedel 1855–1924 1895 Mitbegründer des TV. Die Naturfreunde | Georg Schmiedel - Gedenktafel                                              | Gedenktafel | Hannovergasse 13–15 Standort            | Steintafel                                                                                          |                       |
| ja   | Datei hochladen | In diesem Gemeindehaus wohnten: Sebesta Johann geb. 1900 hing. 1942 Hodac Karl " 1901 " 1942 Schopf Walter " 1922 " 1943 Sie gaben ihr Leben für die Freiheit und Unabhängigkeit Österreichs. Mögen die Menschen ihr Opfer verstehen! Für die Bz.Gr. 20 des KZ Verb. | Johann Sebesta, Karl Hodac und Walter Schopf - Gedenktafel                 | Gedenktafel | Stromstraße 39–45 Standort              | Steintafel                                                                                          |                       |
| ja   | Datei hochladen | Hier stand eine um 1900 nach den Plänen des Architekten Jakob Gartner erbaute Synagoge. Zerstört in der „Reichskristallnacht“ am 10. November 1938. | Brigittenauer Tempel / Vereinssynagoge Kluckygasse - Gedenktafel ID: 96575 | Gedenktafel | Kluckygasse 11–13 Standort              | Bronzetafel (1988)                                                                                  |                       |
| ja   | Datei hochladen | Synagoge vor der Zerstörung in der Reichskristallnacht 1938 Bezirksvorstehung Brigittenau, 10.11.2008 | Brigittenauer Tempel / Vereinssynagoge Kluckygasse - Gedenktafel ID: 96576 | Gedenktafel | Kluckygasse 11–13 Standort              | Metalltafel mit Abbildung der Synagoge (2008)                                                       |                       |
| ja   | Datei hochladen | Zur Erinnerung an die Opfer des Österreichischen Freiheitskampfes gegen Faschismus und Diktatur wurde diese Wohnhausanlage der Stadt Wien Freiheitsturm benannt Der Name soll eine Mahnung sein, die taten jener Menschen niemals zu vergessen, die ihr Leben für den Sieg von Demokratie und Menschlichkeit gaben Ihr Opfer bedeutet für uns die Verpflichtung, alle Kraft einzusetzen, um Freiheit und Menschenwürde zu bewahren | Freiheitsturm - Gedenktafel                                                | Gedenktafel | Klosterneuburger Straße 99 Standort     | Steintafel                                                                                          |                       |
| ja   | Datei hochladen | In dieser Schule richteten anlässlich der Schulreform Otto Glöckels in der ersten Republik die Lehrer Ferdinand Birnbaum Franz Scharmer Oskar Spiel die erste individualpsychologische Versuchsschule ein * Der österreichische Verein für Individualpsychologie | Erste Individualpsychologische Versuchsschule - Gedenktafel                | Gedenktafel | Staudingergasse 6 Standort              | Steintafel                                                                                          | Standort: Volksschule |
| ja   | Datei hochladen | An dieser Stelle stand das Gasthaus Ockermüller hier fanden die Gespräche zwischen Bürgermeister Dr. Karl Lueger und dem Gemeinderat Lorenz Müller statt Diese Besprechungen führten schliesslich am 24. März 1900 zur Selbständigkeit der Brigittenau als 20. Bezirk Bezirksvorstehung Brigittenau | Selbständigkeit der Brigittenau - Gedenkstein                              | Gedenkstein | Hannovermarkt Standort                  | Findling mit Steintafel, Abbildung des Wappens der Brigittenau und des Gasthauses Ockermüller       |                       |